# Dacia Jogger
O Dacia Jogger é um automóvel produzido e comercializado em conjunto pela fabricante francesa Renault e sua subsidiária romena Dacia. Seu nome foi revelado em agosto de 2021 como sucessor do Logan MCV, Lodgy e Dokker no segmento de mercado de monovolume do segmento C. Baseado no Logan de terceira geração, ele é oferecido em variantes de cinco e sete lugares.
O Dacia Jogger foi revelado em 3 de setembro de 2021, antes de sua apresentação pública em 6 de setembro de 2021, no Salão do Automóvel de Munique.